# Plantago tomentosa
Plantago tomentosa es una especie de la familia de las Lamiales nativo de América del Sur.

## Historia
Plantago tomentosa fue descrito por primera vez por el naturalista francés Jean-Baptiste de Lamarck.

## Nombres comunes
Se lo conoce como Llantén al igual que a la especie euroasiática Plantago major, con la cual se la suele confundir.

## Descripción

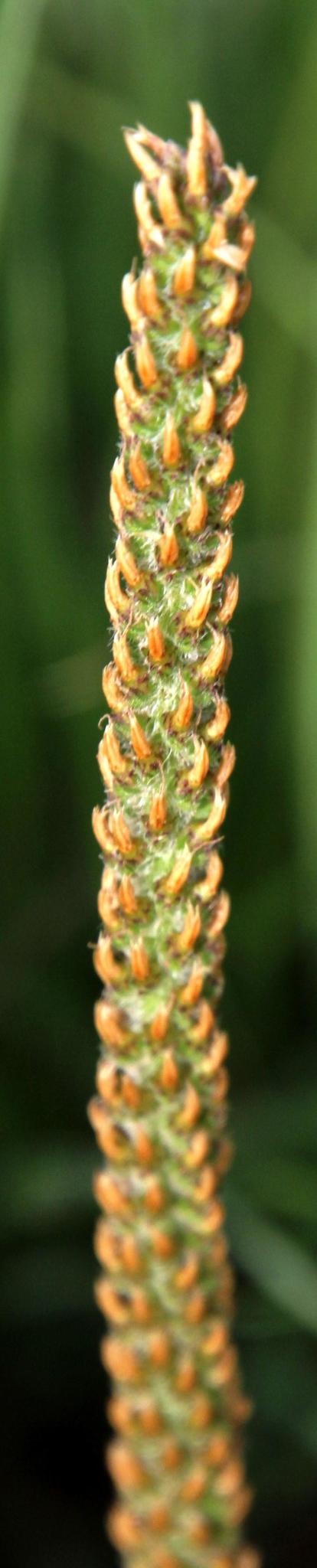

Plantago tomentosa es una hierba perenne, de hasta de 1 metro de altura; con una raíz primaria y hojas alternas.

## Distribución
Este tipo de planta se encuentra en:
- Argentina
  - Buenos Aires
  - Catamarca
  - Chaco
  - Corrientes
  - Entre Ríos
  - Jujuy
  - La Rioja
  - Mendoza
  - Misiones
  - Salta
  - San Juan
  - San Luis
  - Santiago del Estero
  - Tucumán
- Bolivia
  - Chuquisaca
  - Cochabamba
  - La Paz
  - Santa Cruz
  - Tarija
- Brasil
  - Minas Gerais
  - Paraná
  - Río de Janeiro
  - Río Grande do Sul
  - Santa Catarina
  - Sao Paulo
- Ecuador
  - tal vez en las Islas Galápagos
- Paraguay
- Perú
- Uruguay
  - Departamento de Río Negro